# Macroteleia magna
Macroteleia magna är en stekelart som beskrevs av Alan Parkhurst Dodd 1913. Macroteleia magna ingår i släktet Macroteleia och familjen Scelionidae. Inga underarter finns listade i Catalogue of Life.